# アラフラオオセ
アラフラオオセ Eucrossorhinus dasypogon はテンジクザメ目に属するサメの一種。アラフラオオセ属 Eucrossorhinus は単型である。オーストラリア北部からニューギニア島の浅いサンゴ礁に生息し、1.8mに達する。体は平たく、頭部に多数の皮弁があることが特徴である。体色は複雑で、サンゴ礁における保護色となっている。
日中は不活発で、通りかかった魚を捕食したり、尾鰭を疑似餌として用いて獲物をおびき寄せたりする。夜間は活動的に餌を探す。無胎盤性の胎生。接近した人を攻撃した例が報告されている。IUCNは保全状況を準絶滅危惧としている。

## 分類
1867年、Archives Néerlandaises des Sciences Exactes et Naturelles において、オランダの魚類学者ピーター・ブリーカーにより、ワイゲオ島とアルー諸島から得られた2個体の標本に基いて記載された。種小名 dasypogon はギリシャ語の dasys（毛深い）・pogon（髭）に由来し、現在はオオセ属のシノニムとされている Crossorhinus 属に含められた。1908年、Charles Tate Reganはギリシャ語のeu（真の）・krossoi（房）・rhinos（鼻）に由来する新属 Eucrossorhinus を立てて本種を含めた。その後Reganは分類に用いた形質（第4-5鰓裂間の距離）を再考し、Eucrossorhinus をオオセ属のシノニムとした。現在でもどちらの学名をとるかは共通した見解がない。
形態系統解析でははっきりした結論は出なかったが、オオセ科の中では派生的な位置にあるようだという結果が得られた。2009年のmtDNAと核DNAを用いた分子系統解析では、オオセ科の中でマルヒゲオオセ Orectolobus wardi の次に分岐したという結果が得られている。分子時計では、この分岐は1100-600万年前だと示され、現在の分布域にサンゴ礁の形成が始まった時代と一致する。

## 形態

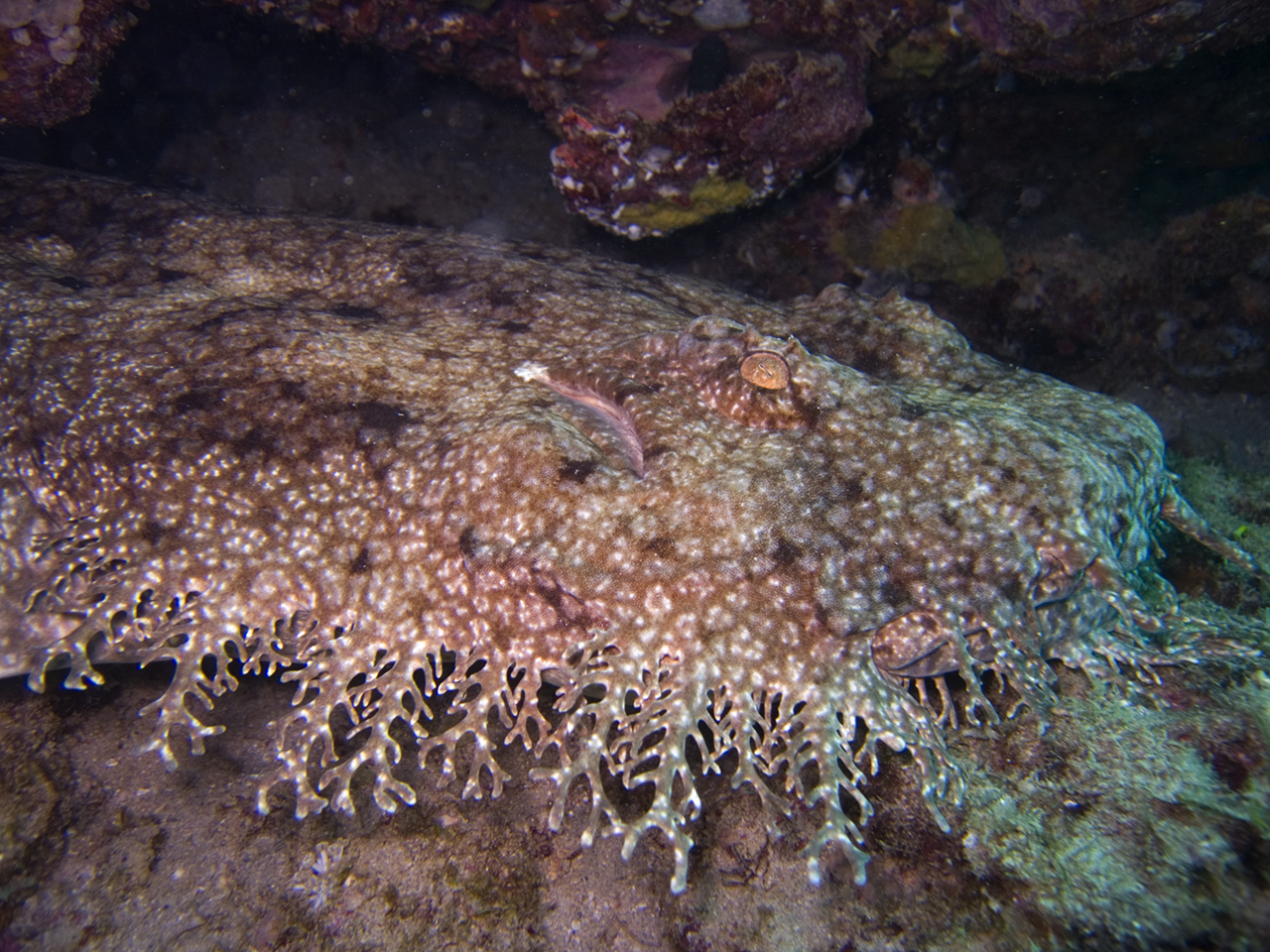
頭部を取り巻く皮弁によって容易に識別できる。

体は幅広く縦扁する。頭部は長さより幅が大きく、その縁には分岐した皮弁の列が吻端から胸鰭の付け根までほぼ連続的に走る。顎の下にも同じような皮弁がある。鼻孔には長く分岐した髭を持ち、鼻孔を取り巻く溝は口へとつながっている。眼の上にのみ疣状の突起があり、眼の後方には大きな噴水孔がある。大きな口は眼の前方、ほぼ吻端に位置する。唇褶は口角から下顎の中央まで伸びる。上顎の歯列は23–26、下顎は19。各歯は1本の細く尖った尖頭を持つ。上顎の中央3本、下顎の中央2本の歯は特に長く、牙状になる。鰓裂は5対で短い。
胸鰭と腹鰭は大きく丸い。背鰭の基部は短く、かなり高さが高い。第一背鰭は第二背鰭より少し大きく、腹鰭の基部の後半1/4あたりから起始する。腹鰭の後ろで体は急速に先細りになり、短い尾柄に続く。臀鰭は第二背鰭の中間あたりから起始し、その半分以下のサイズである。尾鰭は短く、下葉はない。上葉の先端腹側には強い欠刻がある。背面の体色はモザイク状で、灰色から黄褐色の背景に無数の細かい暗色の斑点や線が散らばる。黒い帯が見られる場合もある。この模様は尾や胸鰭の腹側、腹鰭の縁まで続く。それ以外の腹部は白い。最大で1.8m程度になる。古い記録には3.7mというものもあるが、これは何らかの誤りだと考えられる。

## 分布
オーストラリア北部ではニンガルー・リーフからバンダバーグまでの大陸棚に生息する。ニューギニアのワイゲオ島やアルー諸島にも生息する。マレーシアからも記録があるが、これは正式に確認されていない。底生魚で、潮間帯から深度50mまでで見られ、おそらくサンゴ礁特異的に生息する。生息地では頻繁に目撃され、岩の間や正面、サンゴの上などでよく見られる。

## 生態

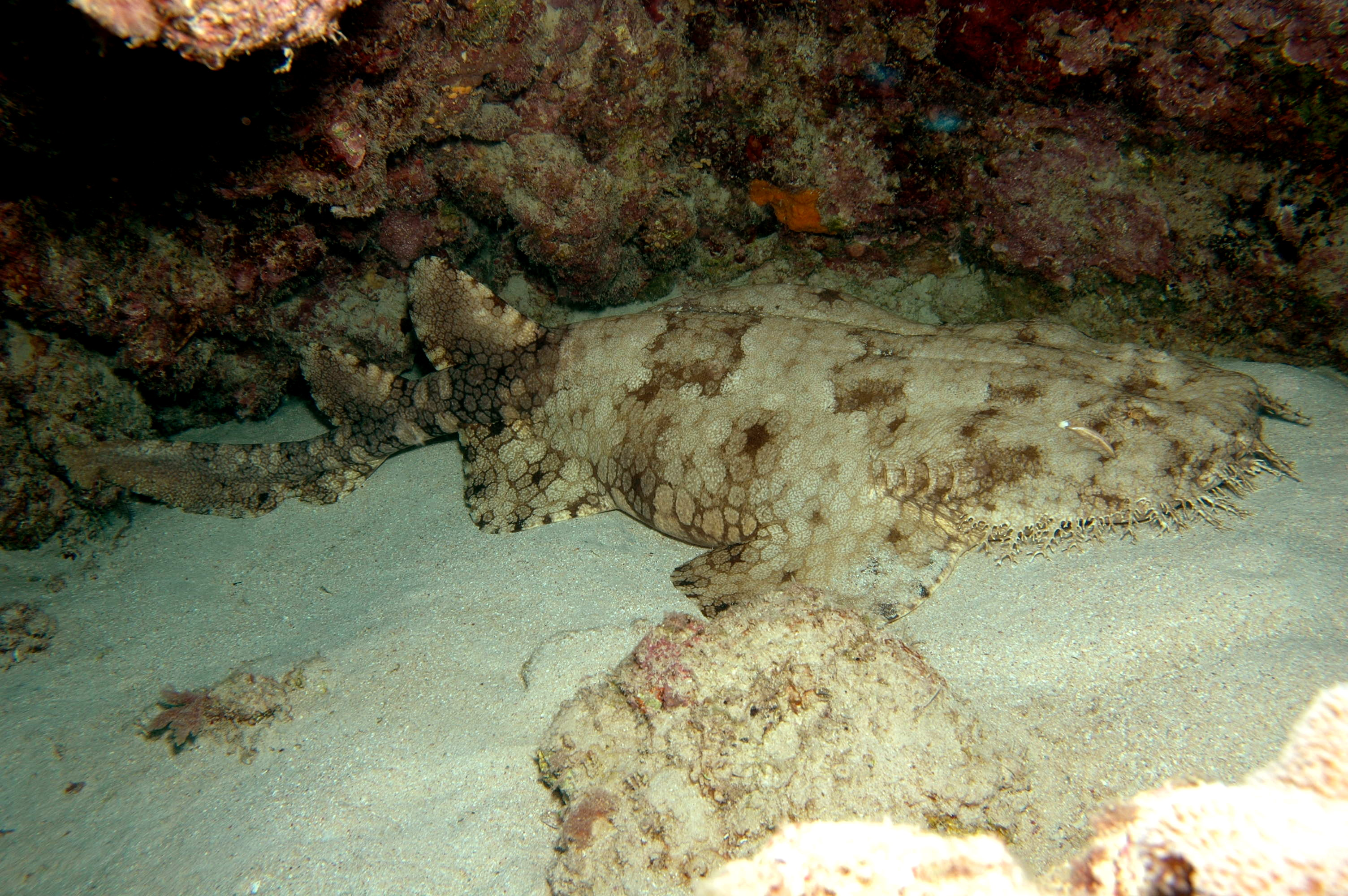
日中は不活発で、サンゴの影などで休む。

オオセ類の中で最も特殊化の進んだ種だと考えられており、近縁種より泳ぎは不得意だが、華やかな体色と複雑な皮弁により強力な保護色を獲得している。単独性で、日中は動かずに洞窟内や岩棚の影に尾を巻いて横たわっている。個々の個体の行動圏は狭く、同じ休息場所を何度も利用する。夜間は活発になり、泳ぎまわって獲物を探す。
硬骨魚・軟骨魚・甲殻類・頭足類を食べる。大きな口で大型の獲物を丸呑みすることができ、1.3mの個体が1.0mのイヌザメを呑み込んでいた例がある。日中は待ち伏せ型捕食者で、近くで休息するアカマツカサ類・イットウダイ類・ハタンポ類などの、群れを作る夜行性魚類を日和見的に捕食する。小魚や甲殻類が頭の上に止まっているところも見られ、これに引き寄せられた大型魚類は本種に捕食されることになる。飼育下での観察では捕食に擬似餌を用いることが明らかになった。本種の尾鰭の付け根には眼状紋があり、全体として小魚に似ている。本種はこれを前後に波打たせ、獲物を誘引する。頭を上げた姿勢でいることが多く、これは尾鰭に誘引された獲物を襲いやすい姿勢である。
寄生虫として条虫の Parachristianella monomegacantha が知られている。掃除エビ（ソリハシコモンエビ属・オトヒメエビ）やホンソメワケベラの掃除行動の対象となることが観察されている。おそらく他のオオセ類のように無胎盤性の胎生で、胎児は卵黄によって成長すると見られている。夜間に洞窟内で交尾を行っていることが観察されている。出生時は約20cm。性成熟に要する大きさは不明だが、1.2mの成熟雄個体の報告がある。

## 人との関連
突発的に人を攻撃した例が数例知られており、他のオオセ類より凶暴であると評される。1940年、Gilbert Whitleyは、パプアニューギニアの先住民が本種の攻撃を受けて死亡することがあると書いている。この主張は疑問ではあるが、深刻な傷を負わせることがあるのは確かである。逆に、エコツーリズムの対象として、多くのダイバーが特に攻撃を受けることなく接近できている、という事実もある。本種の視力は弱く、高度な保護色を持っていることから、人の側で不用意に触ったり踏んだりしてしまわないよう注意することが重要だと考えられる。飼育環境にはよく適応し、一般家庭での飼育向けに取引されることがある。
漁業的価値は低いが、模様が美しいため時折革製品に用いられることがある。オーストラリア近海では漁業は行われていないが、他の地域では広範囲に漁が行われ、水質汚染・爆発漁法・サンゴの採集などによる生息地破壊も発生していると考えられる。このため、IUCNは本種の保全状況を準絶滅危惧と評価している。